# Trogenerbahn

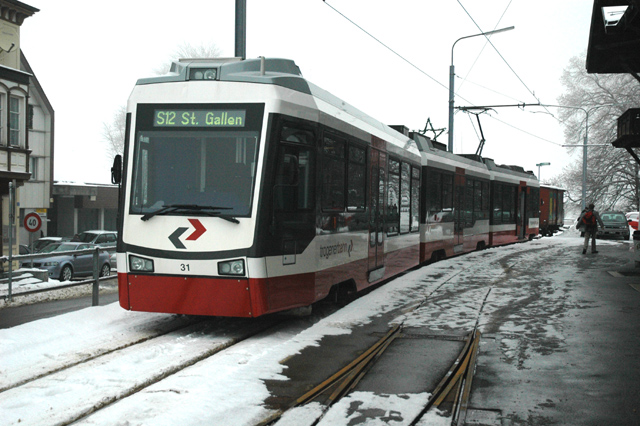
Der Be 4/8 31 der Trogenerbahn am 3. Januar 2006 im Endbahnhof Trogen

Die Trogenerbahn war eine Schweizer Bahngesellschaft mit Sitz in Trogen, die eine elektrische meterspurige Eisenbahn vom Bahnhof St. Gallen über Speicher nach Trogen sowie ein Elektrizitätswerk betrieb. Deren amtliche Abkürzung lautete TB, sie wurde mit Fusionsvertrag vom 4. Mai 2006 zusammen mit der Rorschach-Heiden-Bergbahn und der Bergbahn Rheineck–Walzenhausen in das Unternehmen Appenzeller Bahnen einfusioniert (Absorptionsfusion). Eigentümer der Trogenerbahn AG waren der Bund (37,2 %), die Kantone St. Gallen und Appenzell Ausserrhoden, die durchfahrenen Gemeinden St. Gallen, Speicher und Trogen sowie Private (3,7 %).

## Geschichte

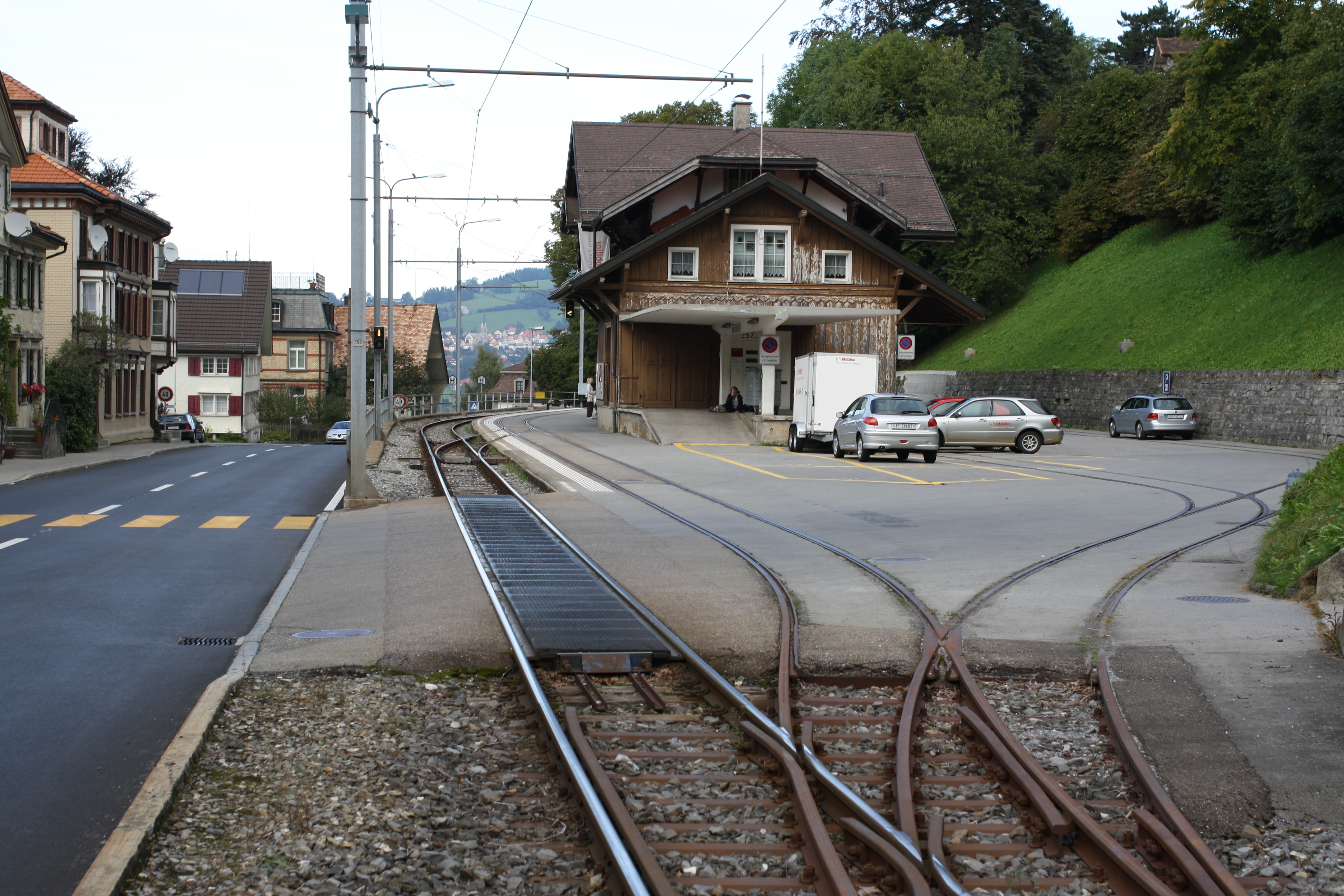
Endbahnhof Trogen, 2009

Das Unternehmen wurde als Strassenbahn St. Gallen–Speicher–Trogen am 26. Juli 1900 in Trogen gegründet. Am 10. Juli 1903 konnte die Gesellschaft die Bahnstrecke St. Gallen–Trogen eröffnen, am Vortag verkehrte zum letzten Mal eine Postkutsche zwischen St. Gallen und Trogen. Am 30. Oktober 1909 erteilte die Bundesversammlung der Trogenerbahn die Konzession für die Verlängerung nach Heiden und Walzenhausen. Diese blieb jedoch ungenutzt und ist mittlerweile erloschen.
Die Strecke war zu Beginn mit 750 Volt Gleichspannung elektrifiziert. Unter den Initianten war man der Meinung gewesen, dass der Betrieb eines Nebengeschäfts zur Verteilung elektrischer Energie die Finanzen der Bahn günstig beeinflussen würde. Demzufolge wurde im Herbst 1900 mit dem Bau eines Leitungsnetzes begonnen, und bereits 1901 funktionierten in Speicher und Trogen Glühlampen. Daneben wurde ab 1904 ein Installations- und Elektro-Fachgeschäft aufgebaut. Das Nebengeschäft wurde 2001 zunächst in eine Tochtergesellschaft Elektro Speicher-Trogen AG (EST) ausgegliedert und der Unternehmenszweck «Anlagen für die Abgabe von elektrischer Energie an Dritte sowie Elektro-Installationsgeschäfte errichten und betreiben» aus den Statuten gestrichen. Im März 2006, vor der Fusion, wurde die EST mit einem Gewinn von 1,5 Millionen Franken an die Gemeinden Speicher (45 %), Trogen (35 %) und die Stadt St. Gallen (20 %) verkauft. Diese wiederum verkauften die EST per 1. Oktober 2011 an die St. Gallisch-Appenzellische Kraftwerke AG (SAK), welche die EST im Februar 2013 ins eigene Unternehmen einfusionierte.
Mitte 1991 trat die Trogenerbahn aus dem direkten Wagenladungsverkehr aus, seither wurden die Güterwagen nur noch für Post- und eigene Transporte verwendet. Der Posttransport überlebte die Fusion noch um ein Jahr.
Für den Unterhalt der Fahrzeuge betrieb das Unternehmen eine Werkstätte in Speicher, wo auch die Verwaltung und das Elektrogeschäft untergebracht waren. Das Gebäude wurde nach der Fusion von den Appenzeller Bahnen weiterhin für den Fahrzeugunterhalt und die Fahrzeugremisierung verwendet.

## Fahrzeugpark bis zur Fusion
Fahrzeuge und Mutationen ab 2006 siehe Appenzeller Bahnen (Meterspurnetz).
Triebwagen

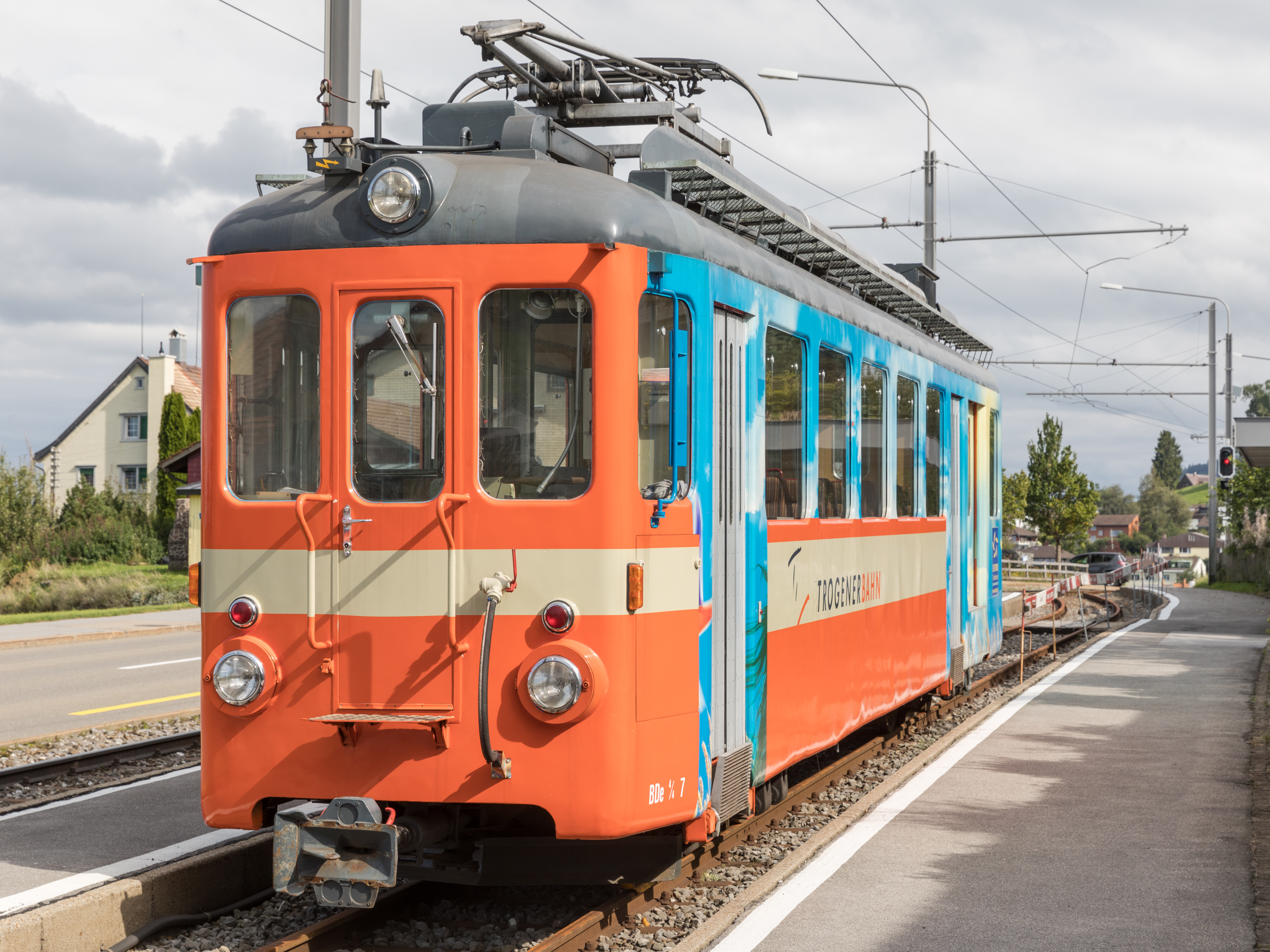
BDe 4/4 Nummer 7 in oranger VST-Einheitslackierung, abgestellt in Bendlehn, September 2017

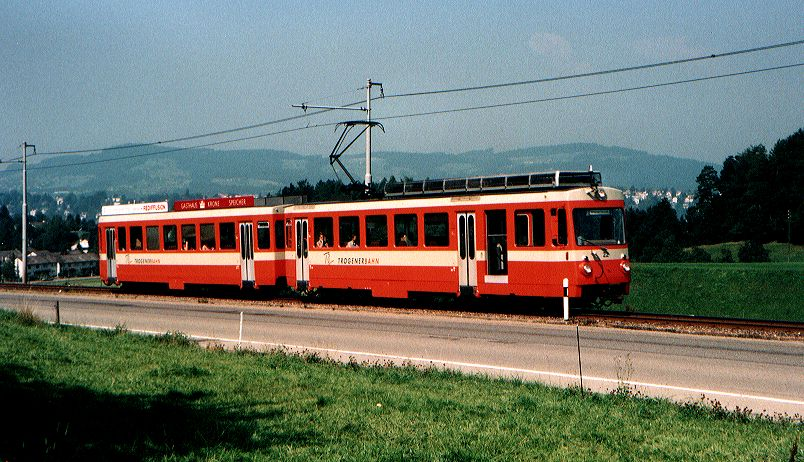
BDe 4/8 22 auf dem Überlandabschnitt

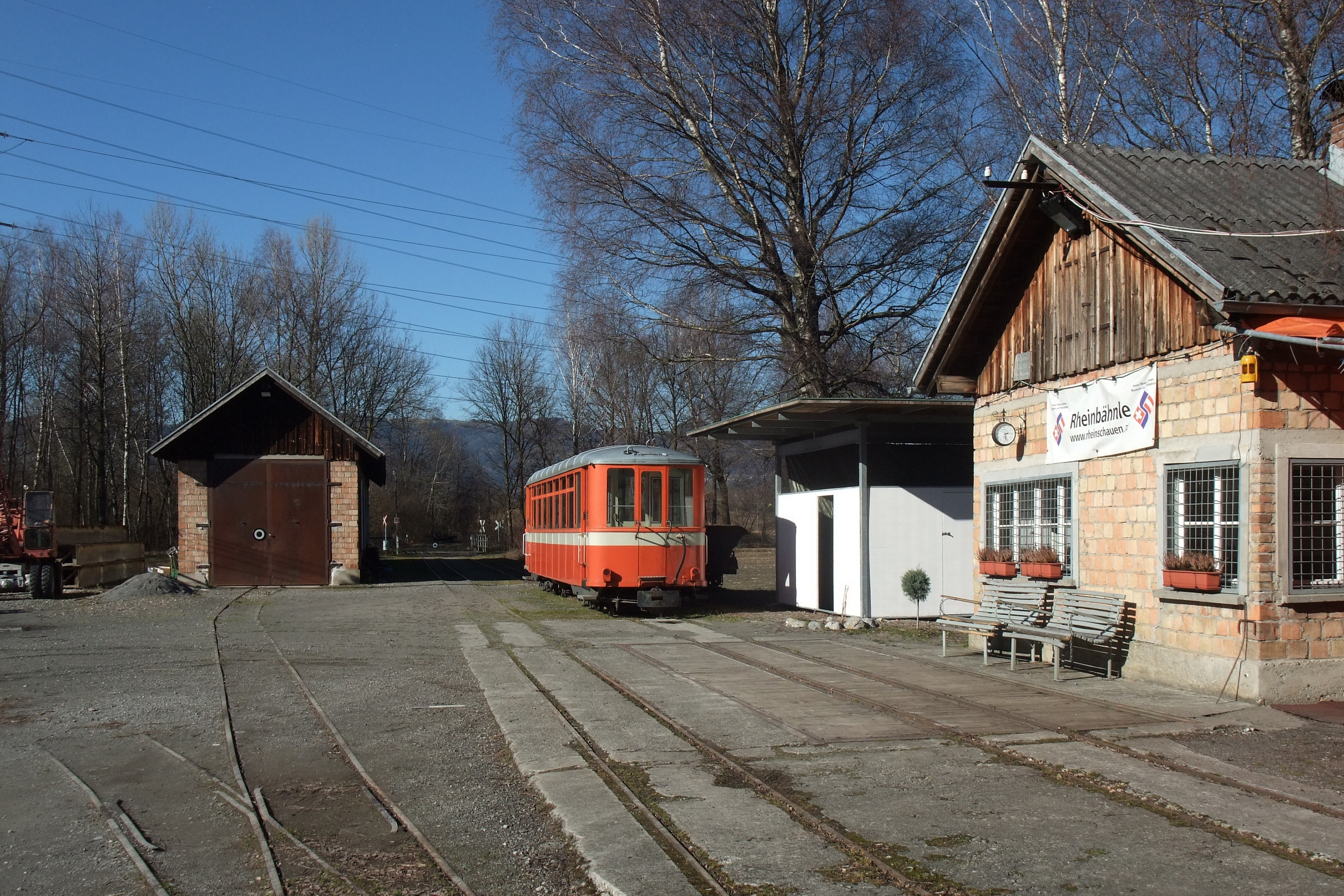
Ehemaliger Trogenerbahn-Anhänger bei der Bahn der internationalen Rheinregulierung

- CFZe 4/4 1–5 (1903, 1906) SIG/MFO, 1954–77 ausrangiert, Nr. 1 und 1975 als Wetzikon-Meilen-Bahn CFe 4/4 3 bemalt, ab 1983 als WMB CFe 4/4 2 restauriert, seit 1992 in Grüningen aufgestellt
- BDe 4/4 3"–5" (1954) 1963 ex TL (Lausanne–Moudon), 1978 an S&H (Gmunden–Vorchdorf)
- CFe 4/4 6–8 (1952) Nr. 6 2005 nach Madagaskar, Nr. 7 2020 abgebrochen, Nr. 8 2002 abgebrochen
- Fe 2/2 21–22 (1903) ab 1946 Xe 2/2, 1970 und 1968 abgebrochen
- Xe 2/2 71 (1905) Schneefegemotorwagen[7], 1977 abgebrochen

Dienstfahrzeug
- Xrotm 2/2 72 (1974), Schneeschleuder

Triebzüge
- BDe 4/8 21–25 (1975/77) 25 2008 abgebrochen, 21 bis 24 an die Rittner Bahn in Südtirol abgegeben
- Be 4/8 31–32 (2004) Stadler, Niederflurtriebzüge
- Be 4/8 33–35 (2008) Stadler, Niederflurtriebzüge

Personenwagen
- C 11–14 (1903–04) 1960,64 ausrangiert
- B 11"–14" (1930, 1954) 1963,70 ex TL (Lausanne–Moudon), 2002–06 ausrangiert, 11–13 an die Bahn der internationalen Rheinregulierung (IRR) nach Lustenau verkauft
- B 15–18 (1906–09), Nr. 18 1954 ex CFe 4/4 5, Nr. 15 1966/70 ab, übrige 1958–66 mit Stahlkasten versehen, 18 1995 und 17 1999/2000 ausrangiert/abgebrochen, Nr. 16 1983–94 zum Partywagen Brs 16 umgebaut
- C 81–82 (1906) 1951 ex Altdorf–Flüelen C 10–11, Sommerwagen, auch als Skiwagen verwendet, 1964 zu X2 176–177, 1965 zu O° 91–92 umgezeichnet, 1975 abgebrochen
- C 83–85 (1920) 1953 ex Steffisburg–Thun–Interlaken C 41–43, Sommerwagen, 1958 mit Fenstern versehen, 1975 abgebrochen
- C 86–89 (1921) 1959 ex Steffisburg–Thun–Interlaken C 31", 32", 34", 35, 1970–74 abgebrochen
- O° 99 (1957) einachsiger Skiwagen, bis 1965 als X1 171 bezeichnet, 1973 ausrangiert, 1974 abgebrochen

Güterwagen
- K (Gk) 31–36 (1903–30), Nr. 36 1937 aus L 53 umgebaut, 33 und 35 Gk-v für Posttransporte, 2008 verkauft an Furrer&Frey und BTG, übrige Wagen 1973, 1993, 1999 und 2011 abgebrochen
- J (Gkb) 61–62 (1903/62) 1962 aus L 41–42 umgebaut, Nr. 62 2008 an Furrer&Frey
- L (Ek) 51–53 (1903–07), Nr. 41–42 und 53 zu J 61–62 und K 36, Nr. 43–52 1973–2003 ausrangiert, ausser Nr. 45, 2003 an BTG, Nr. 47 1998 modernisiert und zu Ek 56 umnummeriert
- L° (Ek) 53" (1903) 1950 ex WMB L° 51, 1969 abgebrochen
- L° (Ek) 54 (1909) 1950 ex Uster–Oetwil-Bahn UOe L°61, 1970 abgebrochen
- L (Ek) 55 (1910) 1950 ex UOe L 63, 1996 modernisiert
- Ek 56 (1906), 1998 modernisiert, ex Ek 47

Dienstwagen
- X1 171 (1957), Skiwagen, 1965 zu O° 99 umgezeichnet
- X 172 (1903), Turmwagen, bis 1957 ohne Nummer, 1997 abgebrochen
- X 173 (1961) Schneepflug, Untergestell ex Altdorf–Flüelen L 20, 1968 ausrangiert, 1974 abgebrochen
- X 75 (1897/1957) Werkzeug- und Hilfswagen ex Tram St. Gallen VBSG C 75, 1965 abgebrochen
- X 76–77 (1897, 1911/1958) Salzlagerwagen ex VBSG B 73 und 67, 1972 abgebrochen